# Oberlin (Ohio)
Oberlin è una città degli Stati Uniti d'America, situata nello Stato dell'Ohio, nella Contea di Lorain. Il nome è un omaggio al pastore J. F. Oberlin.
La città è sede del prestigioso conservatorio dell'Oberlin College e dell'Allen Memorial Art Museum.